# Остання Мімзі всесвіту
«Остання Мімзі всесвіту» — американська науково-фантастична пригодницька драма 2007 року, знята Робертом Шаєм. Фільм заснований на науково-фантастичній новелі 1943 року «Мімзі були борогові» Льюїса Педжетта (псевдонім письменницького подружжя Генрі Каттнера та Кетрін Люсіль Мур). Назва походить від вірша Курзу-Верзу (Льюїс Керрол)
Ріаннон Лі Райн отримала премію «Сатурн» (2008) — номінація за найкращу роль молодого актора чи акторки.

## Сюжет
У далекому майбутньому люди хворіють і мусять носити захисні костюми. Один вчений вирішив знайти ліки, відправивши в минуле декілька високотехнологічних пристроїв у коробці. Коробка потрапляє до Сієтла 2000-х років, де її виявляють на березі моря двоє дітей: Емма Вайлдер та її старший брат Ноа. Вони не розуміють призначення пристроїв, але увагу Емми привертає один, у вигляді іграшкового кролика. За звуки, які він видає, дівчинка називає кролика Мімзі.
Емма телепатично з'єднується з кроликом, який пояснює як користуватися іншими пристроями. Ноа з підозрою ставиться до цих дивних речей, але задумується як використати їх для свого шкільного наукового проєкту.
Ноа навчається телепортувати об'єкти за допомогою предмета, схожого на шматок скла, та керувати павуками за допомогою мушлі. Першим він користується для гри в гольф, а другим для проєктування мосту з павутини. Емма дізнається від Мімзі як використовувати «дзиглики» — каміння, яке може літати та створювати силове поле. Дівчинка випадково чує вірш Льюїса Керрола та дізнається, що Аліса Ліделл теж зустрічалася з Мімзі. Емма описує себе як «обрану», а Ноа «інженером», без якого вона не може «побудувати міст у майбутнє».
Батьки дітей та Ларрі Вайт, вчитель природознавства Ноа, виявляють пристрої та сили дітей. Вайт цікавиться мандалами, вважаючи їх ключем до керування матерією силою думки. Ноа ненавмисне спричиняє відключення електроенергії в половині штату Вашингтон, чим привертає увагу ФБР. Сім'ю допитує спеціальний агент Натаніель Бродман. Він доставляє Мімзі дослідникам. Іграшка виявляється синтетичною формою життя, що використовує нанотехнології, створені Intel (чий логотип міститься на мікрочипі).
Емма довідується від Мімзі, що багато подібних пристроїв були відправлені в минуле, але жоден не зміг повернутися у свій час, оскільки їм не вистачало «інженера». Мімзі починає виходити з ладу і повідомляє своє призначення — отримати зразок незіпсованої людської ДНК, щоб виправити пошкодження, завдані екологічними катастрофами. ФБР їм не вірить, тому Ноа та Емма використовують свої набуті сили, щоби втекти. Мімзі поглинає сльозу Емми, яка містить її ДНК. Ноа будує з іграшок у коробці машину часу. Мімзі повертається в майбутнє, залишаючи символ мандали. Пристрої з майбутнього самознищуються.
У майбутньому Мімзі надає генетичну інформацію, необхідну для лікування людства. Вчителька, яка була оповідачкою, прощається з учнями, які розлітаються над квітучим пейзажем.

## Знімались
| Актор              | Роль                 |
| ------------------ | -------------------- |
| Кріс О'Ніл         | Ноа Вайлдер          |
| Ріаннон Лі Райн    | Емма Вайлдер         |
| Джоелі Річардсон   | Джо Вайлдер          |
| Рейн Вілсон        | Ларрі Вайт           |
| Тімоті Гаттон      | Девід Вайлдер        |
| Кетрін Ган         | Наомі Шварц          |
| Майкл Кларк Дункан | Натаніель Бродман    |
| Кірстен Вільямсон  | Шейла Бродман        |
| Ніколь Муньйос     | дівчинка з брекетами |
| Меган Маккіннон    | Венді                |

## Сприйняття
Критична реакція на фільм «Остання Мімзі» була неоднозначною. На агрегаторі рецензій Rotten Tomatoes фільм має 55 % схвальних рецензій із середньою оцінкою 5,8/10. Критична думка сайту зазначає: «„Остання Мімзі“ намагається бути веселим дитячим фільмом, але безуспішно поєднує забагато жанрів та другорядних сюжетів, зрештою утворюючи нечіткий, нуднуватий фільм». На Metacritic фільм отримав оцінку 59 зі 100, що вказує на «змішані або посередні відгуки».
Дессон Томсон у The Washington Post відгукнувся, що фільм, заснований на оповіданні Льюїса Паджетта, посилається на заплутаний спектр ідей нью-ейдж та наукової фантастики, включаючи сюрреалістичну вигадку Льюїса Керролла, обрані душі в буддизмі та заплутану участь регіонального директора ФБР. «Важко зрозуміти, що саме ми спостерігаємо». Найкращим елементом фільму є другорядна сюжетна лінія за участю вчителя та його дивакуватої дівчини, чиї незграбні ексцентричності надають фільму емоційної жвавості, якої бракує в інших місцях.
Жанетт Кацуліс у The New York Times писала: звертаючись до Льюїса Керролла, «Інопланетянина» та тибетського буддизму, «Останні Мімзі» — це перевантажена, але водночас добра науково-фантастична драма. Незважаючи на мляві режисуру та сюжет, переповнений псевдонауковими дрібницями, включаючи хіромантію, левітацію, подорожі в часі та телепатію, «Остання Мімзі» — повноцінне, енергійне розважальне кіно.
Сенді Ангуло Чен у Common Sense Media зробила висновок, що хоча деяким дорослим фільм може здатися дещо банальним, учні початкової школи, ймовірно, будуть зачаровані його захопливим сюжетом та спецефектами. Можливо, він не дає всіх відповідей, але історія захоплива та цікава, а фільм нагадує нам, що ми не завжди розуміємо всесвіт навколо нас.